# Symplococarpon
Symplococarpon là một chi thực vật có hoa trong họ Pentaphylacaceae.

## Loài
Chi Symplococarpon gồm các loài: